# Leptogaster tornowii
Leptogaster tornowii là một loài ruồi trong họ Asilidae. Leptogaster tornowii được Brèthes miêu tả năm 1904. Loài này phân bố ở vùng Tân nhiệt đới.